# Аджанта
Аджанта — комплекс 29 буддійських храмів і монастирів, вирізьблених у скелях поблизу селища Аджанта штату Махараштра (район Ауранґабад) в Індії. Аджанта є визначною пам'яткою індійської архітектури 2 ст. до н. е. — 7 ст. н. е.

## Розташування

Схема розташування печер

Селище Аджанта розташоване в західній частині Деканського півострова штату Махараштра. Ченці мали на меті як побудову храмів тут, так і полегшення відвідування монастирів паломниками та подорожніми, адже Аджанта розташована поряд із головним торговельним шляхом із півночі на південь.
Сучасне селище Аджанта розташоване за 11 км від печерного монастиря. Сам монастир розташований в скельному, майже вертикальному лівому березі гірської річки Баґгори (Тигрова річка), котра робить тут петлю 550 метрів завдовжки. Місцевість сувора, дика і досить безлюдна навіть зараз. Неподалік є водоспад Сат-Кунд.

## Загальний опис комплексу нині

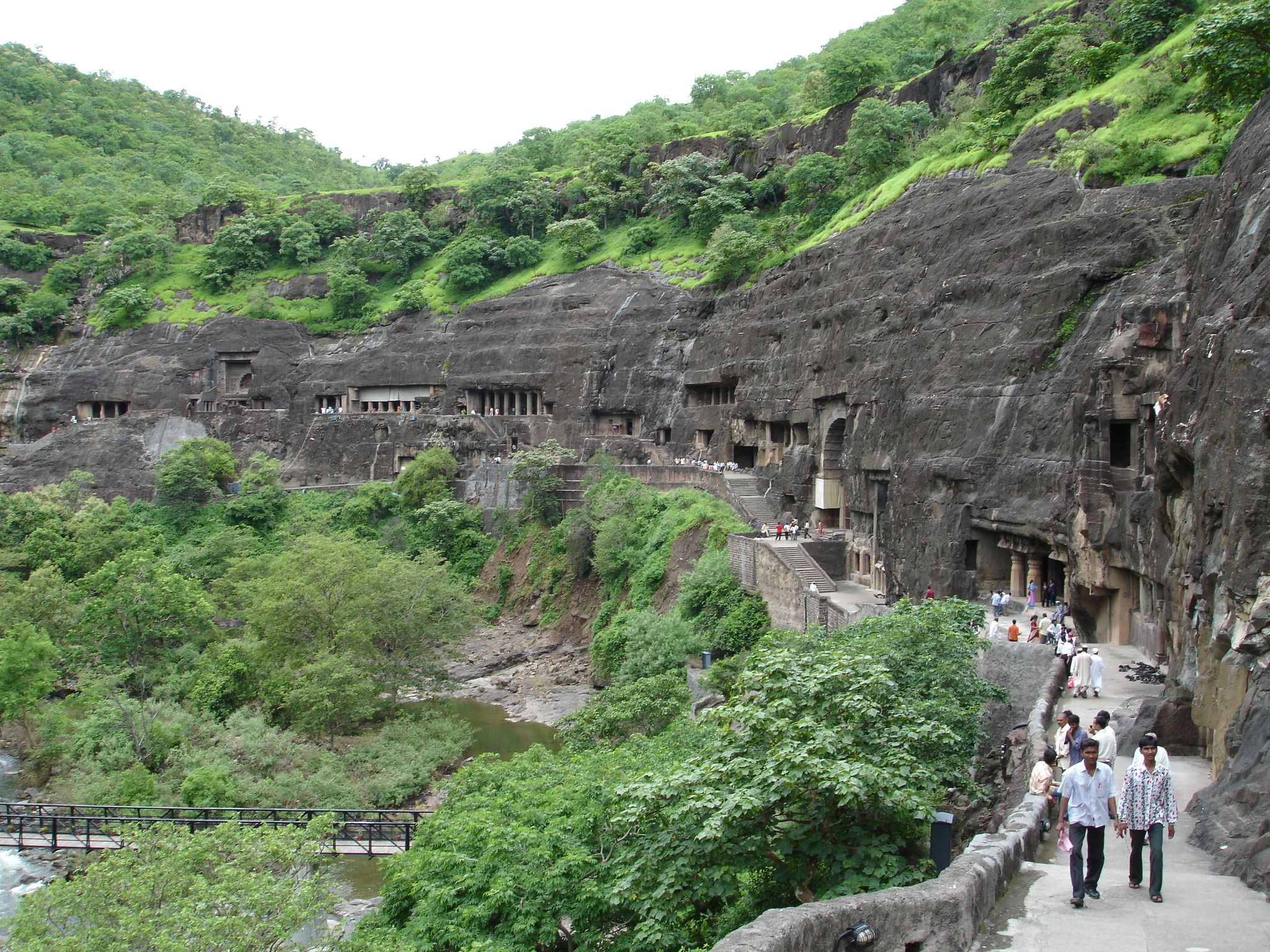
Фото 2003 р.

Кожний храм («чайтья») складається з нефа і бокових крил, відокремлених від нього стовпами. Монастир («вігара») має вестибюль, оточений колонами квадратний зал із склепінчастою стелею, біля якого містяться келії і святилище. Аджанта вражає багатством архітектурних форм, скульптурного та орнаментального оздоблення і знаменитими майстерними розписами. Сюжети розписів — «джатаки» (земні перевтілення Будди) — життєві, насичені гуманізмом і любов'ю до природи. Вони в яскравих образах відбивають життя Індії тієї епохи і є не лише твором мистецтва, але й цінним історичним джерелом знань про ті часи.
Буддистські ченці Індії перебували в печерних монастирях лише у важкий для пересувань у дощовий період. У посушливий сезон вони мандрували. Через згасання буддизму в Індії монастирський комплекс Аджанти був покинутий.

## Описи паломників і руйнації
Монастир відвідували навіть паломники із середньовічного Китаю. Один із них — паломник-буддист 7 століття н. е. Сюань Цзан, котрий залишив описи баченого тут. Порівняння з цими описами виявляє збіднення комплексу, адже колись висічені в скельному березі храми доповнювали дерев'яні споруди. Більшою була і кількість скульптур, якими так уславились майстри Індії. Це вказівка на те, що тут були руйнації і пожежі, а частина скульптур виламана, знищена чи викрадена.

## Дослідження і здобутки

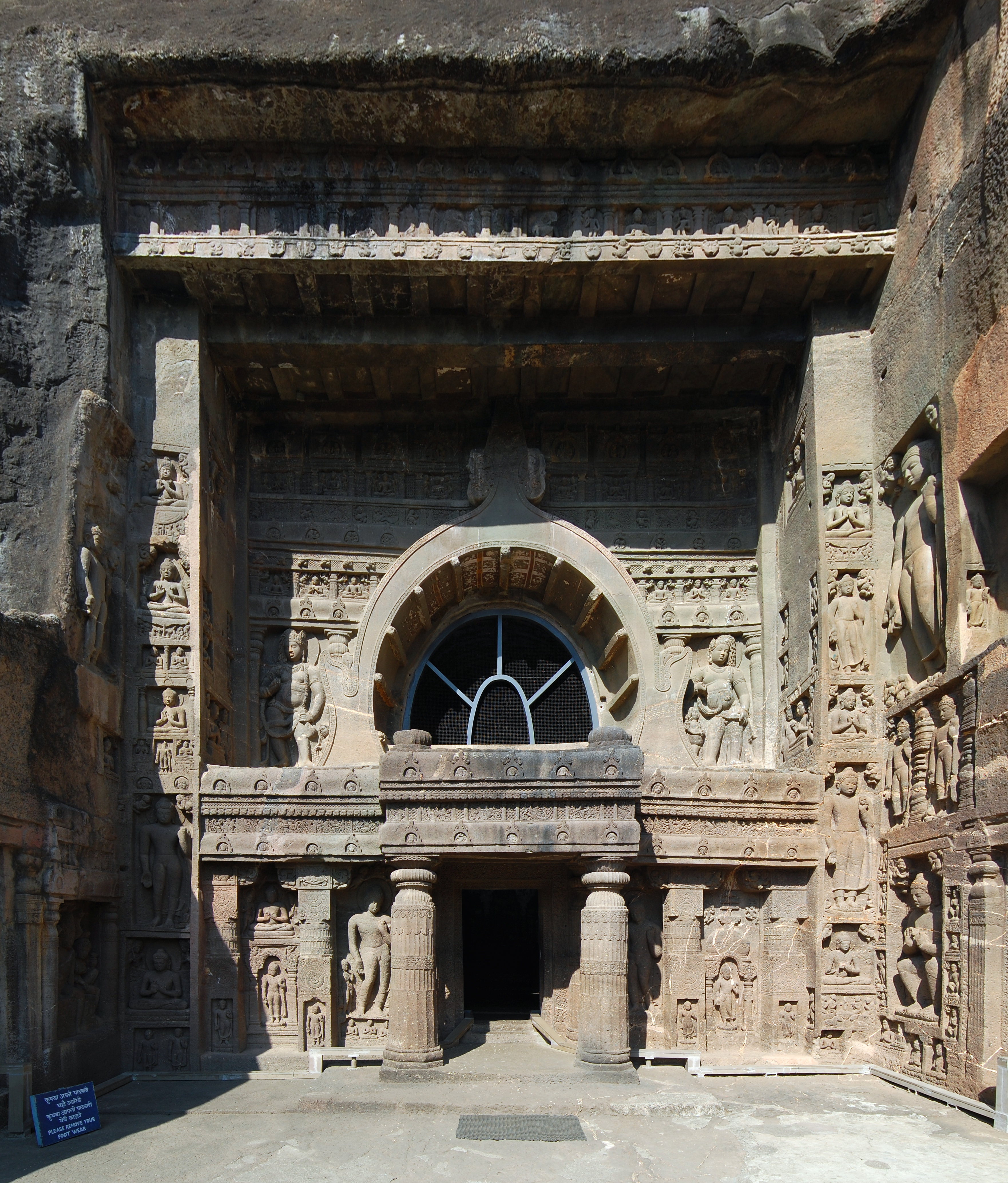

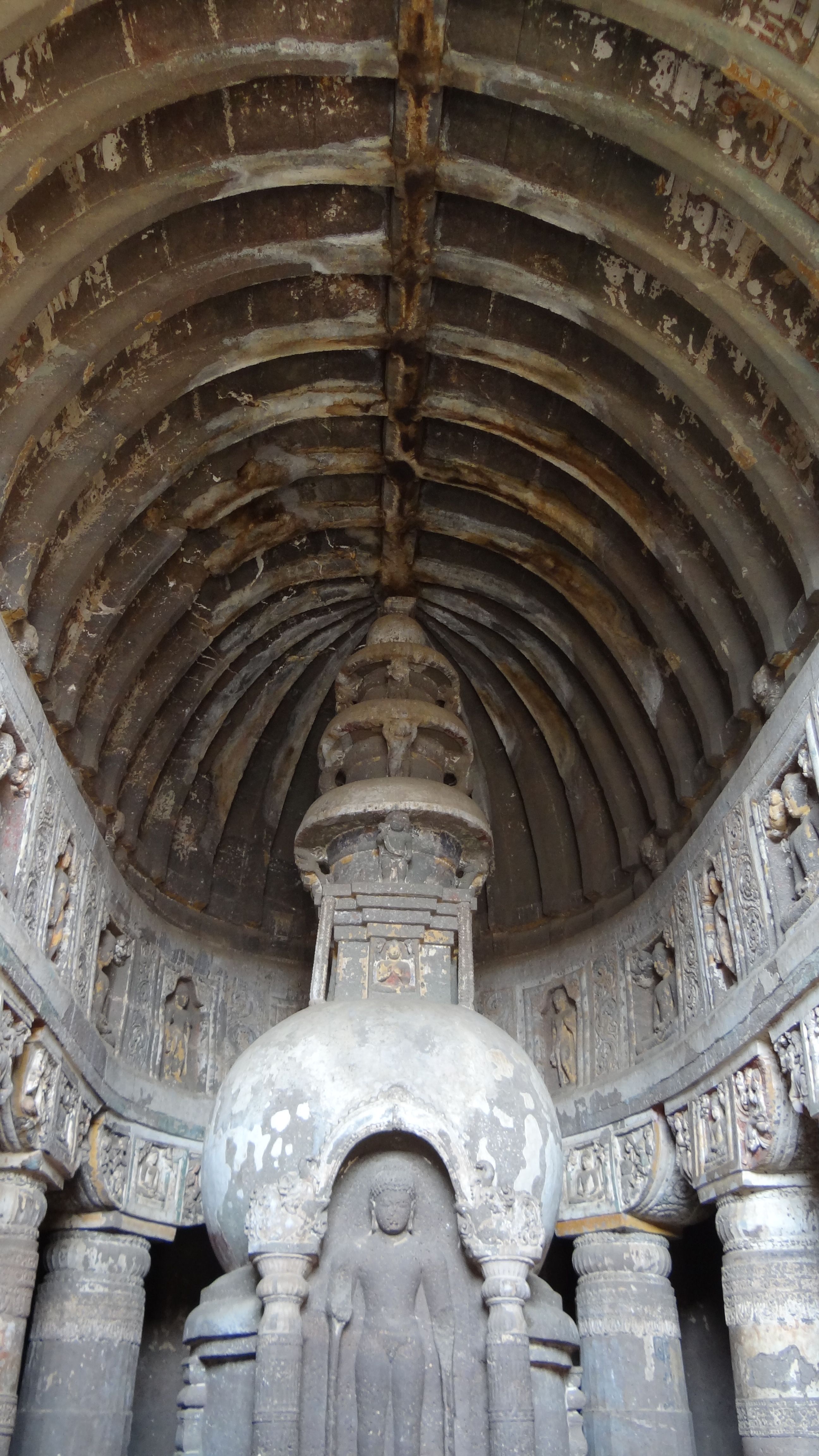
Храмове приміщення, інтер'єр.

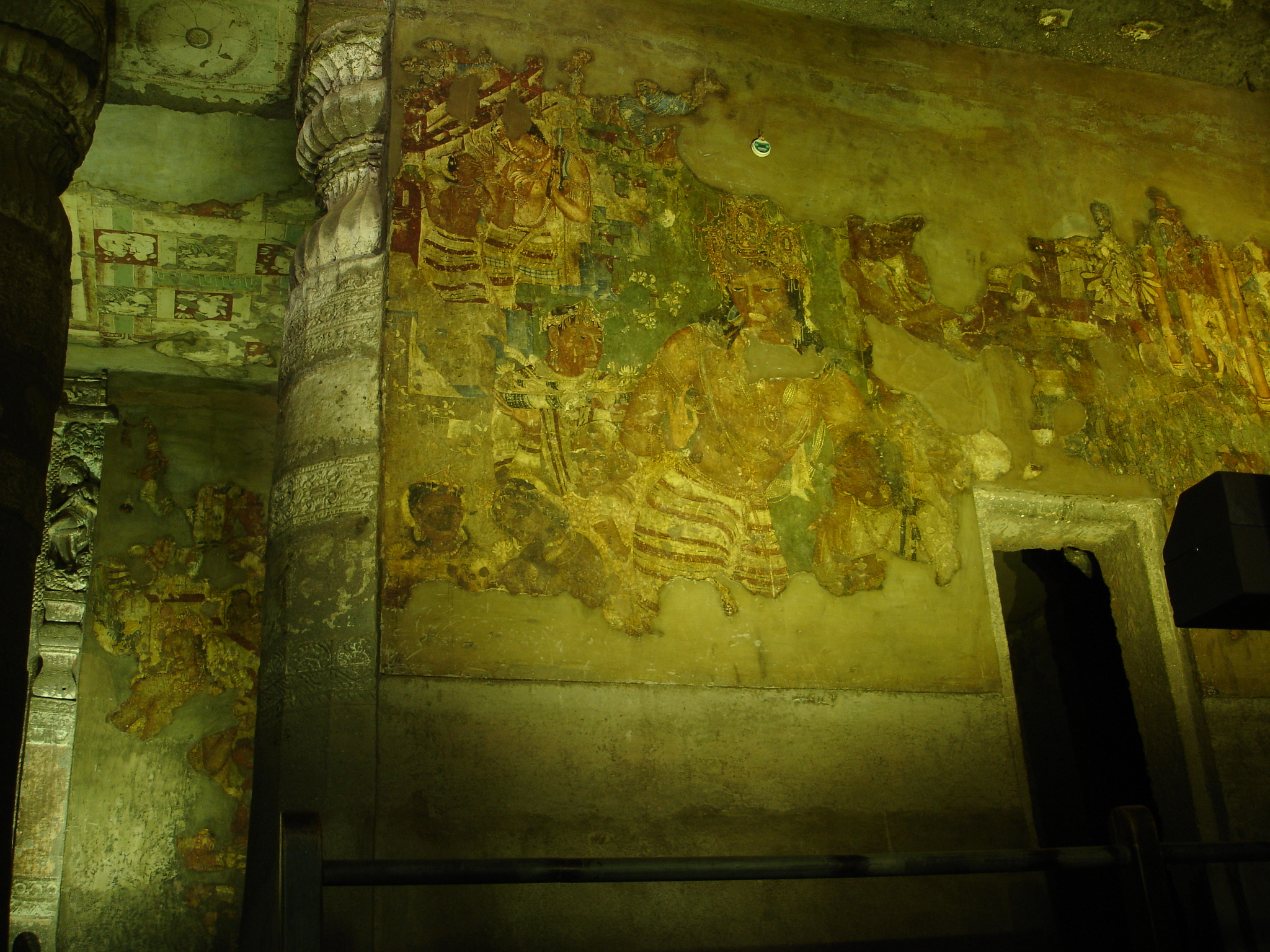
Стінописи.

Дослідження середньовічного комплексу розпочались лише у 20 ст. Перші відомості про монастирський комплекс зафіксовані лише 1829 року, коли їх відвідав якийсь англієць під час нудьги і полювання. Якщо комплекс покинули у 8 ст. н. е., то він перебував покинутим практично 1000 років.
Є відомості про обвал берегів. А на кінець 20 ст. було знайдено двадцять дев'ять (29) штучних печер та ще одну, позбавлену художнього декору, усього тридцять. Лише п'ять (5) із них є чайтья, тобто храми. Останні 25 — це монастирські приміщення (вігара та сангарама). Кожна вігара вирізьблена у скелі за типовим розплануванням — веранда, квадратна зала, куди виходять монастирські келії. Посередині протилежної стіни від входу вирізьблена видовжена комора святилища. Освітлення іде лише від вхідної веранди, тому у квадратній залі і келіях панують сутінки.
Храми — видовжені і вузькі приміщення у вигляді прямокутника з заокругленням наприкінці. Вузьке приміщення поділене на три нави, що нагадує європейцям розпланування базилік. Ширшою була лише центральна нава. Бічні нави використовувались для церемоніальної ходи і обходу чернецтвом ступи. Ступи — архітектурні споруди і водночас монументи для поховання, мали підмурки і напівсферичну форму. У них також розміщали прах померлого або якісь реліквії. Ступи просто неба могли мати великі розміри. Ступи у храмах Аджанти — навпаки, невеличкі. Храми (чайтья) освітлені краще за монастирські приміщення, бо, окрім освітлення через вхідний отвір, мають додаткове — через велике вікно над вхідним порталом.
Первісно приміщення були рясно оздоблені стінописами і фресками. Ченці використали для них усі стіни і стелі, а в деяких приміщеннях і колони. Обвали берегів засипали веранди і входи, у приміщення століттями потрапляла волога. Тому на висоту приблизно півтора метра від підлоги всі стінописи у приміщеннях знищені природою. До псування стінописів вище — причетні місцеві мешканці, індійські кажани, птахи та місцеві бджоли. У незасипаних печерах мандрівні відвідувачі розкладали багаття, що задимлювало живопис. Власник цих земель Нізам Гайдарабад дозволяв відсікати голівки скульптур, які дарував власним гостям. Так, частка скульптур або кам'яних голів із Аджанти була вивезена в місто Мумбай, коли там облаштували Музей принца Уельського.
Лише з 1920 року Департамент археології Індії розпочав заходи з копіювання та збереження стінописів комплексу. Для консервації стінописів запросили фахівців професорів з Італії — Лоренцо та Чекконі. Аби зберегти стінописи, частина зміцнена на місцях, частина захищена склом. Під стелі, що загрожували обвалом, підведені додаткові кам'яні стовпи і колони в місцях їх відсутності. Вхідні отвори захищені від птахів і кажанів — сітками.

## Галерея

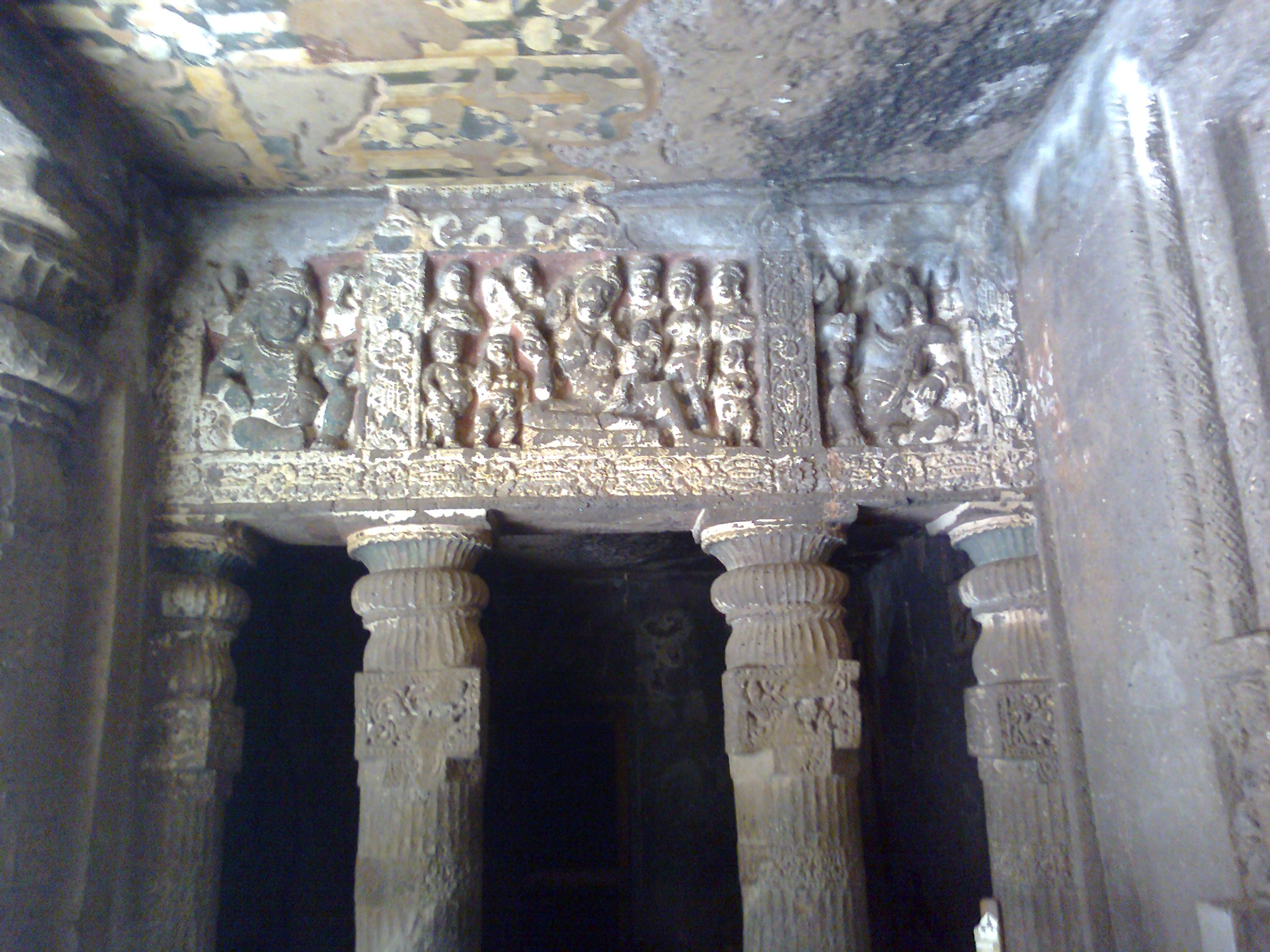
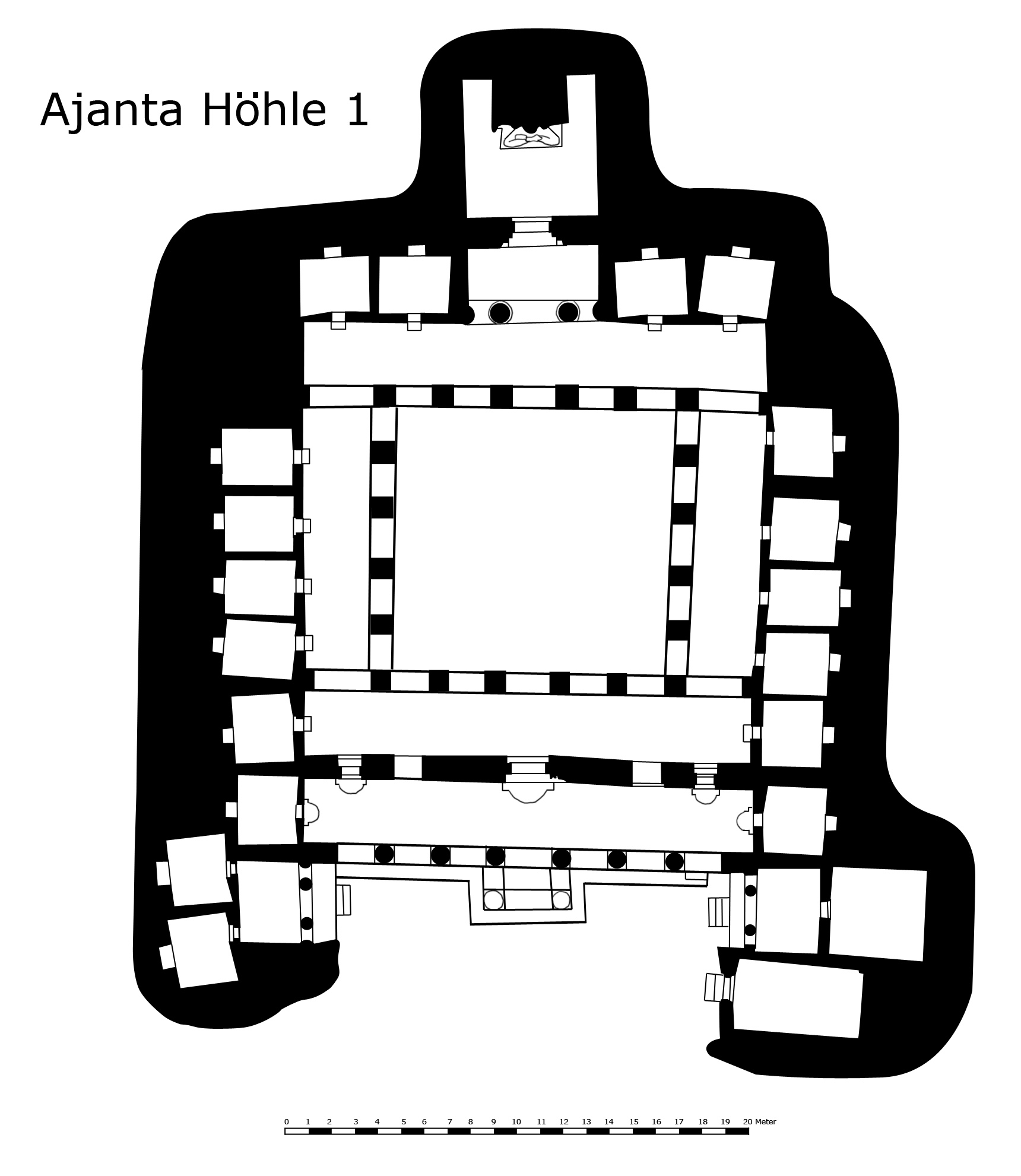
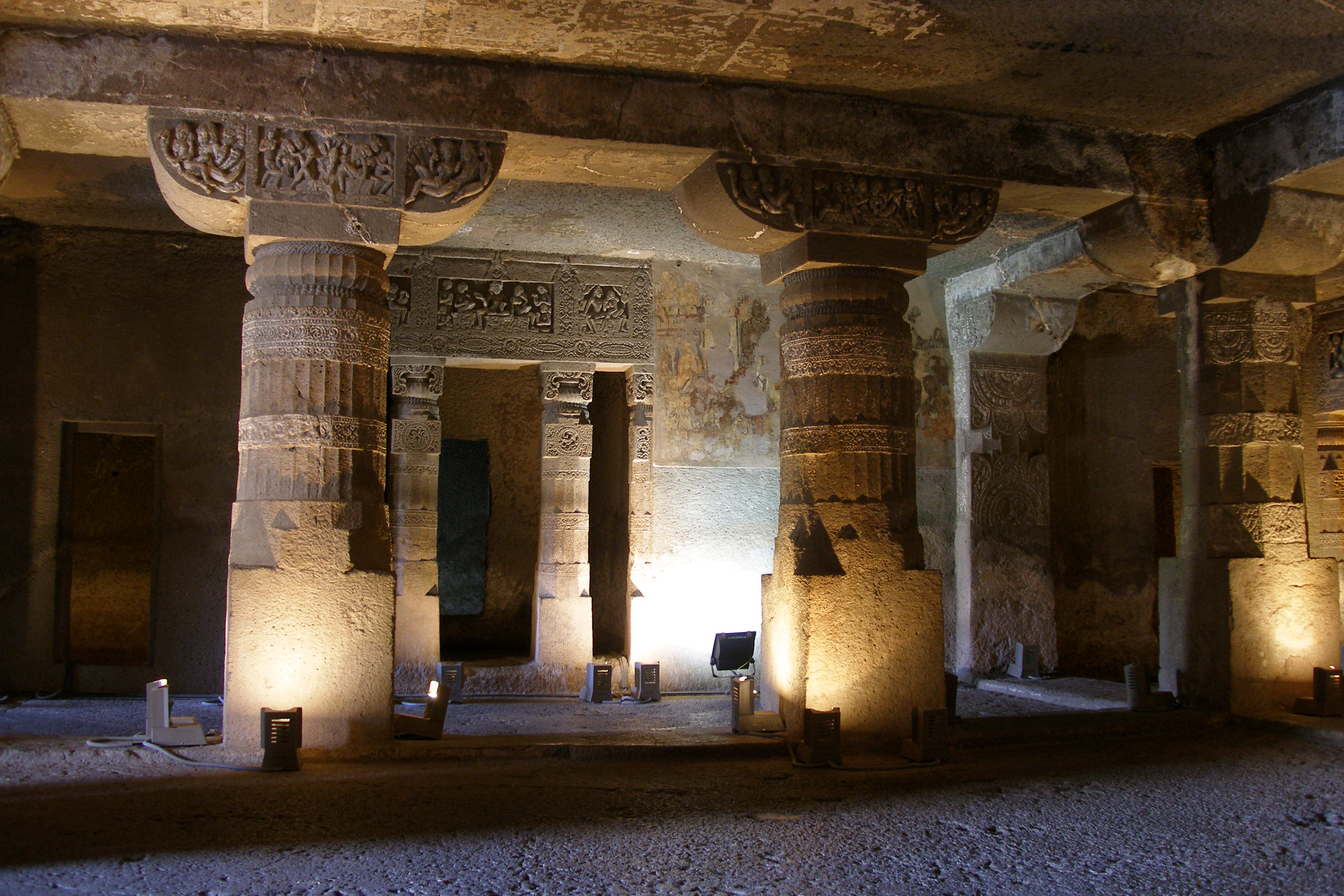
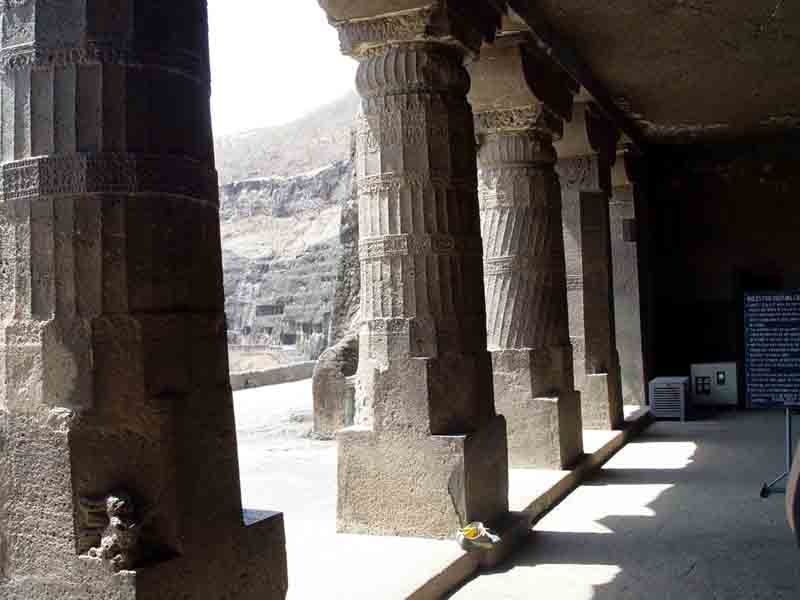